# Euchromia hainana
Euchromia hainana är en fjärilsart som beskrevs av Adalbert Seitz. Euchromia hainana ingår i släktet Euchromia och familjen björnspinnare. Inga underarter finns listade i Catalogue of Life.